# Monte Giusalet
Il Monte Giusalet (3.313 m s.l.m. - detto anche, sulla letteratura alpinistica francese, pointe du Clèry) è una montagna del Gruppo d'Ambin nelle Alpi Cozie. Si trova in Francia (Savoia) non lontano dal confine con l'Italia. 

## Toponimo

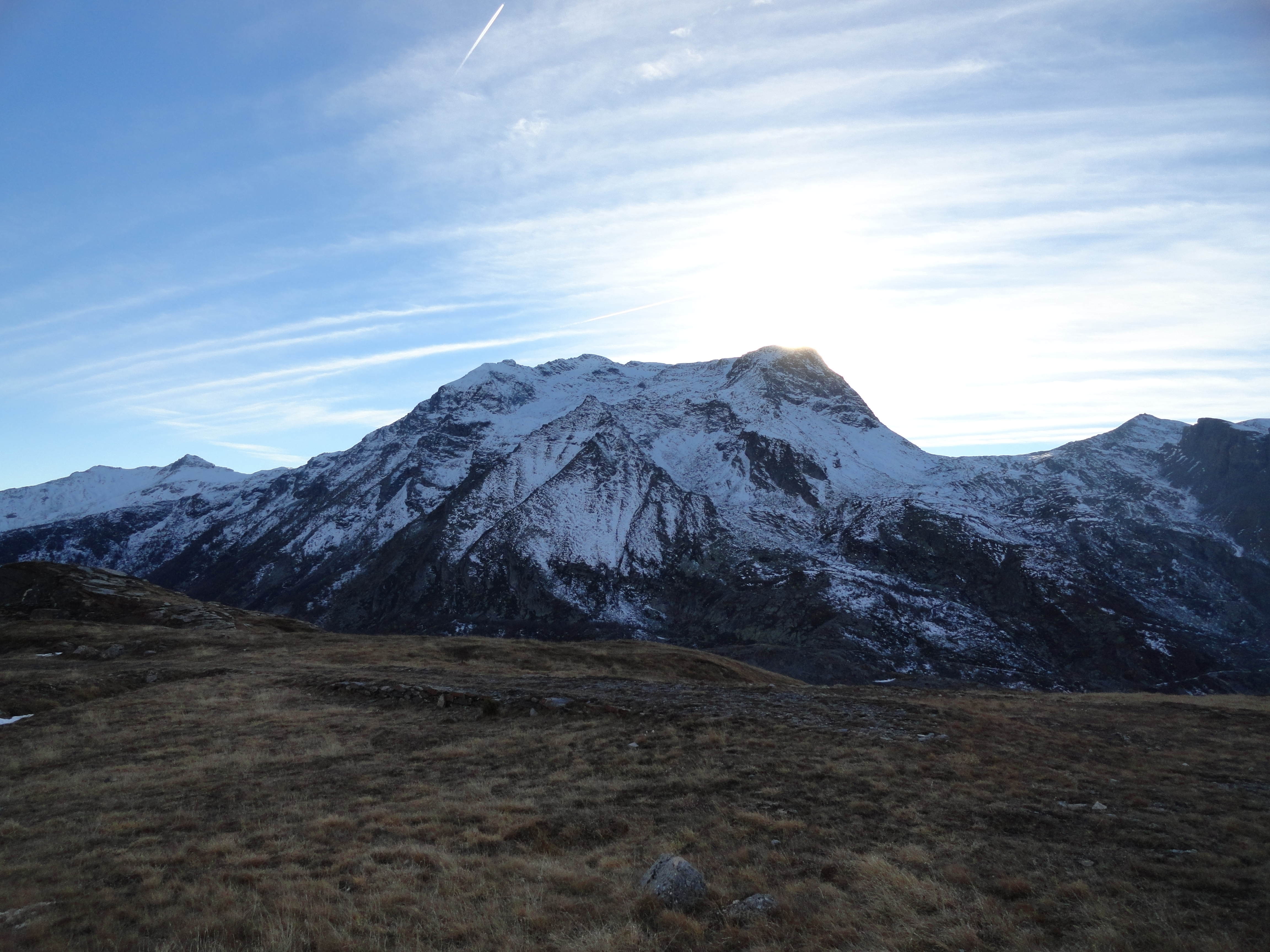
Il massiccio del Monte Giusalet (al centro) con a destra il Monte Malamot con in cima la caserma difensiva

Il nome Giusalet sarebbe derivato da un originario Ciusalet, il quale a sua volta verrebbe dal termine piemontese ciusa (chiusura).

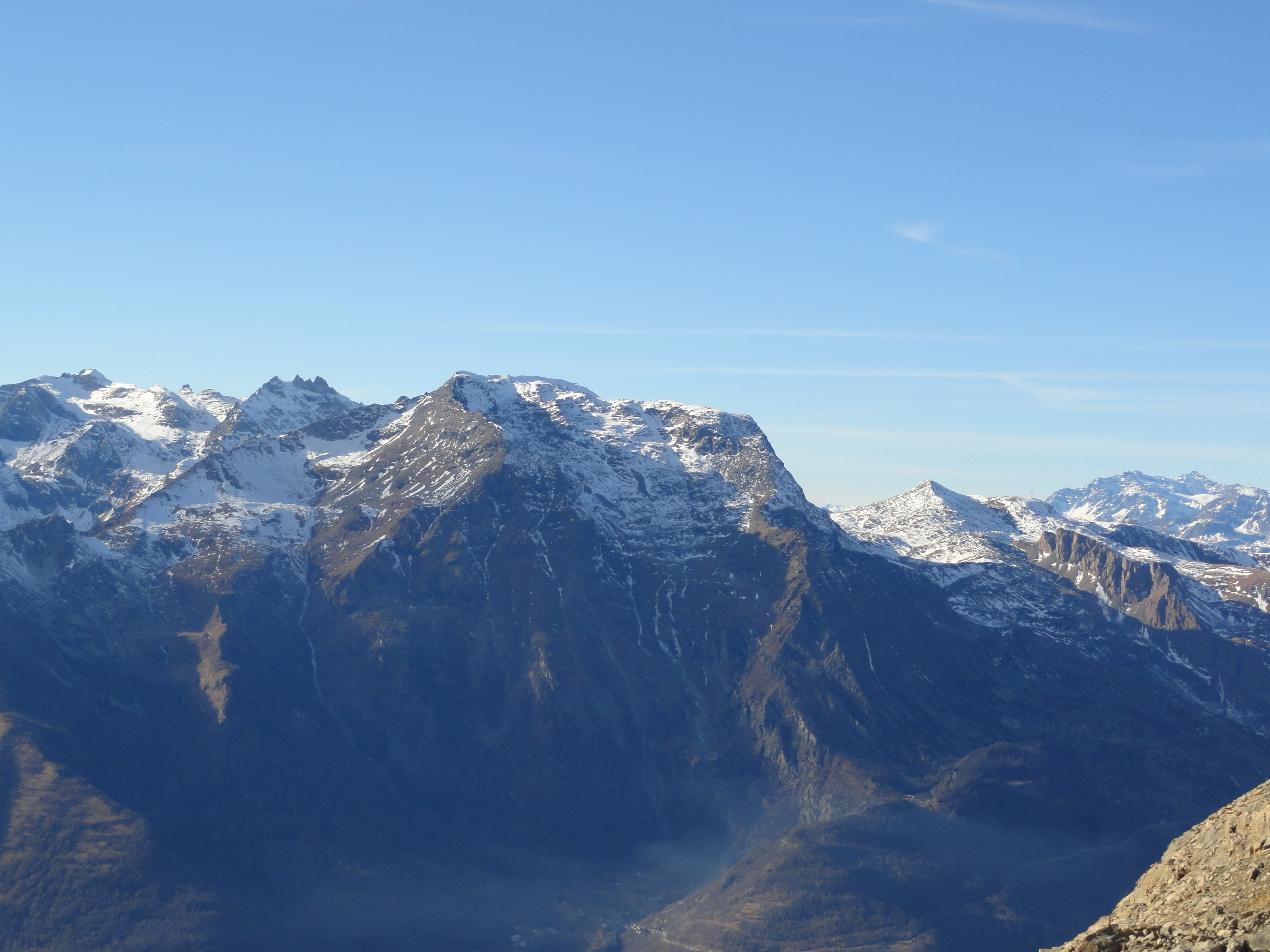
La Rocca d'Ambin (3378 m), i Denti d'Ambin (3372 m), il Monte Giusalet (3312 m) e il Monte Malamot (2917 m) visti dal Rifugio Cà d'Asti (2851 m) sul Rocciamelone (3537 m)

## Caratteristiche

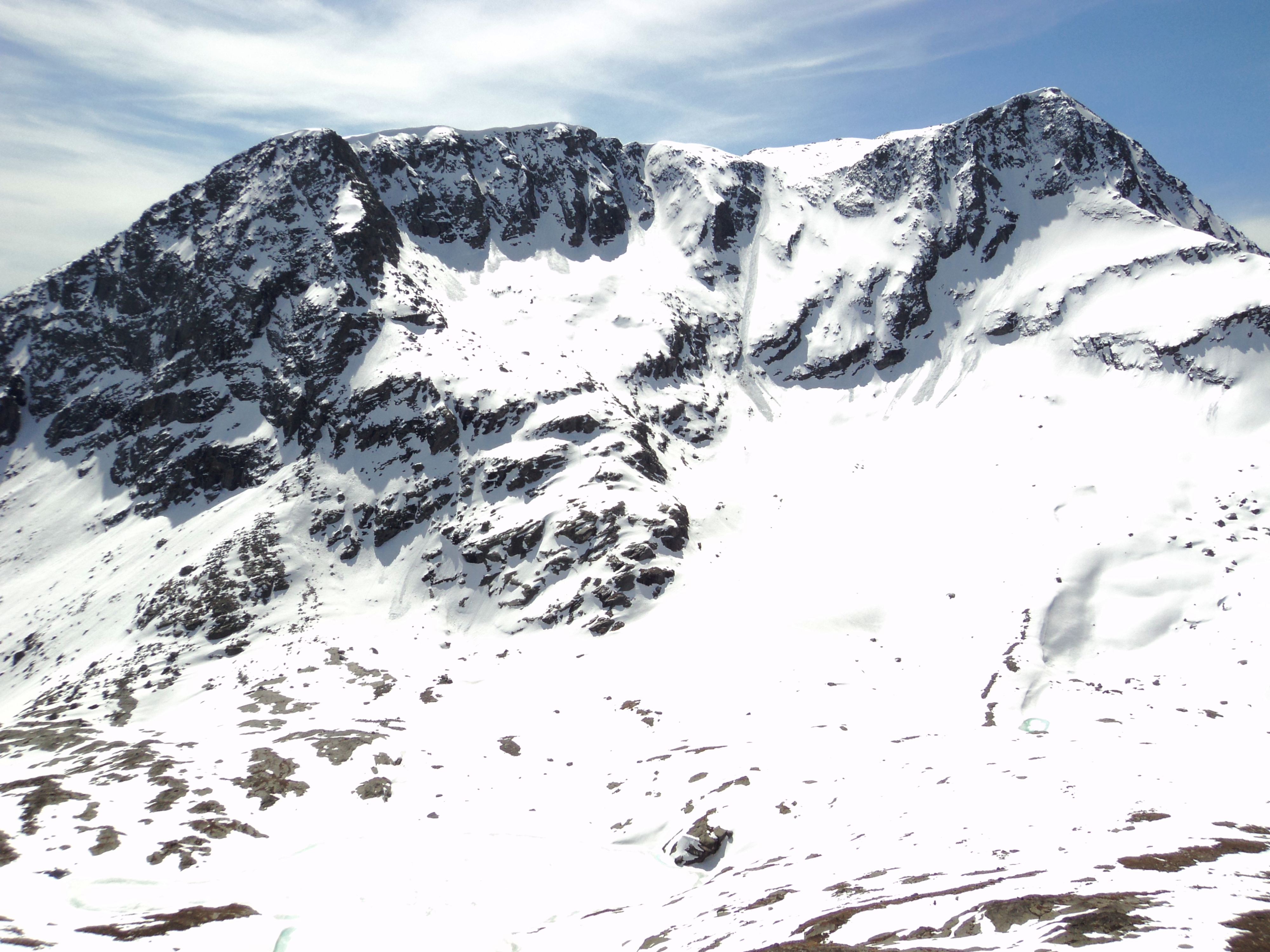
Il monte Giusalet visto dal monte Malamot.

La montagna, pur essendo lungo lo spartiacque tra la Val di Susa e la Valle dell'Arc è totalmente in territorio francese a seguito delle rettifiche di confine decise nel Trattato di Parigi (1947).
La montagna si presenta rocciosa sul versante meridionale e coperta dal ghiacciaio su quello settentrionale. Con le due vette minori: Cima di Bard (3.150 m) e Punta della Vecchia (2.993 m) forma un piccolo gruppo montuoso separato dal colle Clapier e dal colle Giassèt.

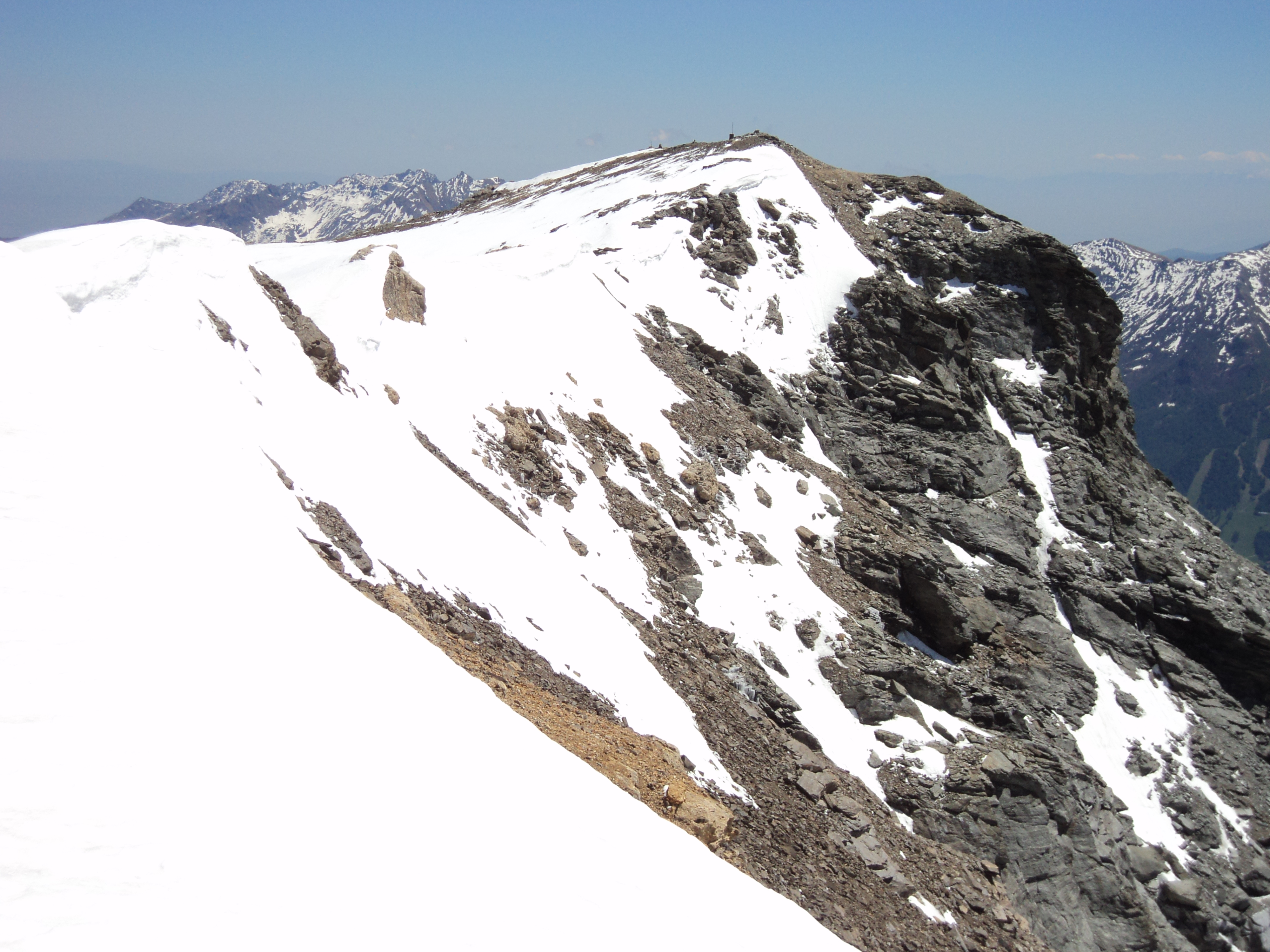
Cresta sommitale della montagna.

La montagna si presenta come una lunga cresta (circa un chilometro) lungo la direttrice est-ovest con due vette alle estremità. Sulla vetta orientale è collocata una croce di ferro.

## Storia
La montagna si trovava un tempo sul confine Italo-Francese, ma a causa delle modifiche apportate in seguito alla seconda guerra mondiale si trova ora totalmente in Francia, pur dominando tutta la bassa Val di Susa e la cittadina di Susa (la sua cima si vede da una vasta area della Pianura Padana piemontese).

## Salita alla vetta
Si può salire sulla vetta partendo dal Rifugio Avanzà oppure dal Rifugio Piero Vacca.
Dal Rifugio Avanzà - dopo essere transitati presso il Lago della Vecchia - si sale il versante sud mentre dal Rifugio Piero Vacca si sale il versante nord.

## Punti di appoggio
- Rifugio Avanzà
- Rifugio Piero Vacca